# Брашов
 Тази статия е за град Брашов.  За окръга вижте Брашов (окръг).  
Брашо̀в (на румънски: Brașov; на унгарски: Brassó; на немски: Kronstadt) е град и административен център на окръг Брашов, Трансилвания, Румъния. Населението е 253 200 (2011 г.) , с което е на седмо място по големина в страната. От 23 август 1950 г. до 24 декември 1960 г. градът се е наричал Сталин.

## География
Градът е разположен в Трансилвания, на около 160 км от Букурещ, където се срещат Южните и Източните Карпати.

## История
Предполага се, че градът е основан през 1203 година. Все пак, няма сигурни документи и източници, които да го потвърждават. Според Енциклопедия България, градът е основан през 1211 г. от немски колонисти.
През 1234 изследователят Норберт Бакмунд издава т.нар. „Catalogus Ninivensis“, който съдържа списък с манастирите в Унгария и Трансилвания. Каталогът всъщност е копие на документ от 15 век, не достигнал до наши дни. Според историци, оригиналният документ е изготвен в периода 1236 – 1241 г. и съдържа най-старото упоменаване на Брашов с името „Корона“.
По време на татарско нашествие през 1241 е завладяна крепостта Спренги. След оттеглането на татарите е построена шестоъгълна кула за защита на града.
През 1252 година крал Бела IV дарява „tera Zek“ (земята Зек) на комитата Винченциу, син на Акадаш, секел на Себус. В дарителния документ се посочва, че дарената земя се намира между земите на румънците от „Кърца“, на сасите от „Барасу“ и секелите от „Себус“. Предполага се, че в случая топонимът „Барасу“ (Брашов) е упоменат като област (територия), а „Корона“ – населеното място.
През 1271 се споменава топонима в латински документ, намиращ се в Държавния архив в Будапеща и фотокопие в Историческия институт в Клуж. Документът е акт, с който Ищван, крал на Унгария утвърждава договора между „Chyel comes, filius Erwin de Calnuk si Teel, filius Ebl de Brasu cognatus eiusdem“. От този и други документи от периода 1252 – 1271 г. румънските историци правят извода, че топонимът „Брашов“ се е употребявал по-скоро като название на областта, отколкото като име на града.
През 1288 се споменава топонима Брасо в латински документ, намиращ се сега в библиотеката в Алба Юлия, е записано „Datum in Braso“. Смята се, че това е първият запазен документ, издаден в Брашов.
През 1364 година на Брашов е дарена привилегията да провежда ежегоден пазар. В Периода 1369 – 1380 е издадена Брашовската грамота на цар Иван Срацимир. През 1424 кожарите в Брашов създават първа съсловна организация. Към 1798 вече има 43 съсловни организации, включващи 1227 майстори.
В периода 1448 – 1453 Йоан де Хунедоара разрушава крепостта Брасовия и със строителните материали от нея започва средновековното укрепване на Брашов – изградени са 8 бастиона и 32 отбранителни кули.
През първата половина на 15 век в града е основан български квартал „Шкеи“ (на унгарски: Bolgarszeg, „български кът“). Заселници са българи-строители в града, а впоследствие нараства от търговци и български бежанци.

## Други
В Брашов през 1460 г. умира българският цар Фружин, син на Иван Шишман.
В немската гимназия в града учи Васил Априлов.
В Брашов е отпечатано първото издание на „Рибният буквар“ на Петър Берон през 1824 г.
В Брашов е роден немският рок певец Петер Мафай, който емигрира във ФРГ през 1962 г.,

## Туристически обекти
- Първо румънско училище – музей на старорумънския език, литература и култура, открит 1961 г.
- Черната църква – построена през 1383 г., реконструирана през 1477 г.
- Църква Св. Николай – 14 век.
- Пояна Брашов – туристически комплекс, разположен в планината над града.
- В близост до Брашов е добре запазеният замък Бран, легендата за който гласи, че е принадлежал на прочутия граф Дракула (Влад Цепеш).
- В Брашов се провежда фестивала Златен елен.

## Побратимени градове
- Тур, Франция